# 狮子座环
狮子座环位于狮子座，是一个围绕两个星系（M105和NGC 3384）运转的巨大原始气体云。
狮子座环在1983年由射电观测中被发现。星系演化探测器发现该环某些部分所发出的紫外线，说明在环中最近有巨型恒星的形成。